# Paroisse Notre-Dame-des-Flots
Pour les articles homonymes, voir Notre-Dame et Notre-Dame-des-Flots.
 (octobre 2014).
Si vous disposez d'ouvrages ou d'articles de référence ou si vous connaissez des sites web de qualité traitant du thème abordé ici, merci de compléter l'article en donnant les références utiles à sa vérifiabilité et en les liant à la section « Notes et références ».
La paroisse Notre-Dame-des-Flots est une subdivision du diocèse d'Arras, en France. 

## Les sept clochers
La paroisse se situe dans le canton de Marquise dans le Pas-de-Calais.
Cette paroisse du Boulonnais, en terre des deux caps, a été créée en 2002 et regroupe sept anciennes paroisses, appelées désormais clochers : Audresselles, Wissant, Ambleteuse, Audembert, Audinghen, Tardinghen, Hervelinghen.
Avec d'autres nouvelles paroisses, Notre-Dame-des-Flots épouse les frontières de la nouvelle communauté de communes de la Terre des deux caps, canton dont le chef-lieu est la ville de Marquise.
Le nom de Notre Dame des Flots lui a été attribué par l'abbé Michel Bodin, ancien curé de Wissant.

## Les saints patrons
- Notre Dame qui a donné son nom à la paroisse et dont la statue est vénérée sur la falaise d'Audinghen, au lieu-dit « la Vierge ». Plusieurs personnes de la Région affirment avoir été miraculeusement guéries par elle de pathologies du sang (diabète, leucémie, excès d'albumine, etc.).
- Saint Pierre d'Ambleteuse, qui fit naufrage à Ambleteuse au début du VIIe siècle.
- Sont particulièrement vénérés aussi Saint Jean Baptiste d'Audresselles, qui a donné son nom à la baie comprise entre Boulogne-sur-Mer et le cap Gris-Nez, et,Sainte Wilgeforte, la sainte à barbe de Wissant(voir plus loin, son histoire).

## La pastorale
La paroisse étant composée de villages côtiers touristiques, la pastorale en été s'est adaptée à cette situation : il y a 4 prêtres associés, qui l'assurent pour la plus grande part, avec l'aide de laïcs bénévoles.  
- à l'intention des habitants à l'année

Prêtres et laïcs bénévoles ont axé leur pastorale sur la population locale (catéchisme des enfants, entretiens personnalisés avec les futurs mariés, avec les parents qui demandent le baptême pour leurs enfants, avec les familles pour la préparation des funérailles, etc.).
Une Eucharistie ou une ADAP est célébrée dans plusieurs églises le samedi et/ou le dimanche.
- à l'attention aussi des résidents saisonniers

L'été, cette pastorale est complétée par des conférences, par le Père Évêque, sur les grandes figures de l'Église, ou d'autres sujets, par des concerts, par l'accueil de prêtres africains.
Les principales conférences depuis 2006:
- conférence de l'évêque du diocèse, Mgr Jean-Paul Jaeger, sur la première encyclique du Pape Benoît XVI : Dieu est Amour, dans l'église d'Audinghen ;
- conférence de Geneviève Boitel, sur Saint Jean de la Croix, dans l'église d'Audresselles ;
- conférence de Jacques Mahieu, sur « l'Histoire des Noms de Familles de notre région et notamment du milieu maritime » à l'Arche des 3 fontaines à Ambleteuse ;
- conférence de Jacques et Christine Baert sur « la place du Diacre dans l'Eglise d'aujourd'hui » au centre pastoral de Wissant ;
- des concerts aussi, par exemple le duo Zephyr « Face à Face lyrique : musique d'art sacré et musique d'opéra » avec Audrey Bentley, soprano et Maria Mirante, mezzo.

La grande fête de l'Assomption
Chaque 15 août, fête de l'Assomption de la Vierge Marie, une grande procession est organisée à Audresselles par les autorités civiles et religieuses, depuis la sortie de la messe jusqu'à la mer qu'un prêtre bénit après avoir pris place sur le doris d'un pêcheur professionnel (messe à 15h00, procession à 16 h).
Cette fête revêt aussi un caractère folklorique, avec costumes traditionnels, qui attire les foules et qui explique le souci des commerçants et des autorités civiles de la promouvoir.
En 2005, un long reportage sur cette procession a été inclus dans les informations nationales d'une chaîne d'État.
À Audinghen, les fidèles se réunissent devant la statue de la Vierge et à Wissant au pied du calvaire des marins, devant le Typhonium, à 18heures.

## Organisation
Le curé en titre (Pierre Bizet), résidant à Marquise, est celui du secteur qui regroupe aussi une autre paroisse. La gestion économique de la paroisse est assurée par le CPAE, présidée par le curé et composée de membres compétents. 
Les prêtres desservant les différents clochers sont: pour Audembert, Hervelinghen et Wissant, l'Abbé Michel Bodin; pour Audinghen et Tardinghen, l'Abbé Gabriel Bodin et pour Ambleteuse, Audresselles, et l'Arche, l'Abbé David Wilson. 
Le doyen, qui veille sur l'ensemble des paroisses du Boulonnais, est installé à Boulogne-sur-Mer.

## Média
Regard en Marche, périodique officiel du diocèse avec une édition spéciale pour les deux paroisses du secteur, est diffusé à quatre mille exemplaires distribués aux abonnés par des bénévoles. En général, les autres périodiques locaux évitent d'entamer son monopole en matière d'information sur la vie des Paroisses.
Du reste, parmi les principaux rédacteurs de ce mensuel figurent d'anciens journalistes des quotidiens locaux qui, après avoir pris leur retraite, écrivent des articles dans Regard en Marche.

## Le rôle de l'Arche
À Ambleteuse est implantée une Communauté de l'Arche, Les Trois Fontaines.
Les nombreux handicapés adultes accueillis par l'Arche font aussi bénéficier à Audresselles et aux communes avoisinantes des retombées économiques des activités de celle-ci (besoins en médecins, orthopédistes, psychologues, éducateurs spécialisés, menuisiers, maçons, jardiniers, employés administratifs, techniciens de surface, etc.).
L'abbé David Wilson, membre de la Communauté, est aussi membre de la Communauté de Notre Dame des Flots.

## Les églises
- L'église Saint-Jean-Baptiste d'Audresselles de la fin du XIIe siècle possède trois magnifiques tableaux, dont deux proviennent des ateliers catholiques de l'Abbé Migne à Montrouge (Paris) et dont l'un a été restauré en 2011. Il n'y en a qu'une dizaine en France. Ils représentent la décollation de Jean Baptiste, l'Annonciation et le Baptême du Christ, et deux sont datés de 1858. Ils ont été réalisés par le peintre anglais Arthur Gilbert (1819-1895).
- L'église Saint Martin  de Tardinghen, très ancienne également, construite sur une motte carolingienne, dans un site exceptionnel, domine la baie de Wissant ; elle possède une copie du XIXe siècle d'un tableau du peintre espagnol Murillo, représentant l'Assomption de la Vierge.
- L'église Saint-Nicolas de Wissant, dont le chœur date du XVe siècle, possède un très beau chemin de croix, peint par l'architecte wissantais Brygoo. Il y a aussi la statue de sainte Wilgeforte, qui, selon la tradition (ou la légende ?) demanda à Dieu de l'enlaidir pour éviter un mariage qui ne lui plaisait pas. Et une barbe lui couvrit le visage...
- L'église Saint-Pierre d'Audinghen, détruite sous les bombes anglaises en 1943, reconstruite entièrement en 1960, possède une fresque extraordinaire de 200 m2, représentant la Création du monde et réalisée par Geneviève d'Andreis, l'épouse de l'architecte de l'église. 
À la sortie du village, en direction de Boulogne sur mer, au rond-point, on peut admirer un Christ en pierre, provenant de l'Ancienne Église, et une mini chapelle, avec une mosaïque de Geneviève d'Andréis, suggérant Notre Dame de la Route. 
Personnage célèbre né en 1785 à Audinghen : Mgr Haffreingue, constructeur de la basilique Notre Dame de Boulogne.
- L'église Saint Martin d'Audembert a de très beaux vitraux représentant Notre Dame de Boulogne et 8 vitraux sur la vie de Saint Martin.
- L'église Saint-Quentin d'Hervelinghen possède un remarquable baptistère.
- L'église Saint-Michel d'Ambleteuse a été construite au XIXe siècle après démolition de l'église médiévale.

## Associations caritatives implantées dans la paroisse
Des organisations caritatives complètent les activités de la paroisse :
- Le point d'accueil solidarité à Audresselles;

## Œcuménisme
- Le matin de Pâques, il y a une célébration œcuménique au lever du soleil, sur la plage de Wissant et la paroisse entretient des liens, avec la paroisse évangélique  de Boulogne-sur-Mer.

## Visites pastorales de l'évêque
- Mai-juin 2006

Poursuivant sa visite pastorale sur la Terre des deux Caps après avoir rencontré les élus le 3 juin 2006, Mgr Jean-Paul Jaeger, évêque d'Arras, a répondu directement et avec franchise aux questions et aux inquiétudes des fidèles au cours d'une réunion informelle qui s'est tenue le vendredi 1er juin 2006 à la salle paroissiale de Marquise. 
Venus des quatre coins du doyenné de Desvres dont fait partie la Terre des 2 Caps, les fidèles ont posé des questions sans concession sur le célibat des prêtres, l'évangélisation des enfants, la taille des « nouvelles paroisses », la formation des laïcs engagés, des permanents salariés, la loi qui interdit à un ministre du culte de procéder à un mariage non légalisé en mairie, sous peine de prison.
L'évêque a rappelé quelques vérités simples mais qui restent d'actualité : l'Eucharistie reste au cœur de la vie des Chrétiens. Fidèles et prêtres doivent d'abord effectuer un travail de discernement, notamment concernant l'accès aux sacrements des divorcés-remariés.
La communauté chrétienne ne s'inscrit plus dans le même  espace géographique qu'autrefois, ce qui explique la taille des nouvelles paroisses, qui restent petites notamment si on les compare à celles du Pakistan. Concernant le célibat des prêtres, il a répondu que « le prêtre  n'est pas un fonctionnaire du culte mais celui qui donne toute sa vie pour Dieu et au service de ses frères ». Les fidèles ont aussi un rôle important à tenir: aucun Chrétien ne peut se considérer comme « simple consommateur ». À propos des permanents, au salaire desquels certains fidèles refusent de participer en versant le denier du culte, Mgr Jaeger a évoqué les astreintes de leur engagement, ajoutant: « l'Église est un corps dont nous sommes les membres ».
L'évêque d'Arras a invité l'auditoire à consulter aussi  site internet de l'Église catholique romaine où les évêques s'expriment, et qui permet d'obtenir des réponses à de nombreuses questions.